# Balistes polylepis
Balistes polylepis, thường được gọi là cá bò vảy cứng, là một loài cá biển thuộc chi Balistes trong họ Cá nóc gai. Loài này được mô tả lần đầu tiên vào năm 1876.

## Phân bố và môi trường sống
B. polylepis được phân bố ở phía đông Thái Bình Dương, từ bang California, băng qua vịnh California đến miền trung Chile, bao gồm tất cả các hòn đảo ngoài khơi. Nhiều cá thể của loài này đã được ghi nhận tại Hawaii và quần đảo Marquesas. B. polylepis trưởng thành thường sống ở những khu vực đáy cát, nhiều đá cuội ở độ sâu khoảng 3 – 50 m, cũng có khi vượt ngưỡng này.

## Mô tả
B. polylepis trưởng thành dài khoảng 76 cm. B. polylepis có thân hình bầu dục, màu lam xám sẫm với những lớp vảy lớn, cứng có thể nhìn thấy được. Lớp vảy sau nắp mang lớn hơn các vảy xung quanh. Mõm cũng được bao quanh bởi vảy. Miệng nhỏ, răng chắc và nhô ra, mỗi hàm tám cái. Gai của vây lưng đầu tiên dày và nhô cao. Vây lưng sau và đuôi được sử dụng làm phương tiện chèo chính. Thùy đuôi nhọn.
Số ngạnh ở vây lưng: 3; Số vây tia mềm ở vây lưng: 26 - 28.
Thức ăn của B. polylepis là cầu gai, động vật giáp xác nhỏ và những loài nhuyễn thể. B. polylepis sinh sản theo cặp.